# Cyclaspis brevipes
Cyclaspis brevipes är en kräftdjursart som beskrevs av Hale 1948. Cyclaspis brevipes ingår i släktet Cyclaspis och familjen Bodotriidae. Inga underarter finns listade i Catalogue of Life.